# غاري غولدمان (كاتب)
غاري غولدمان (بالإنجليزية: Gary Goldman)‏ هو كاتب سيناريو أمريكي، ولد في 1953.

## وصلات خارجية
- غاري غولدمان على موقع IMDb (الإنجليزية)
- غاري غولدمان على موقع ألو سيني (الفرنسية)
- غاري غولدمان على موقع أول موفي (الإنجليزية)
- غاري غولدمان على موقع قاعدة بيانات الفيلم (الإنجليزية)
- غاري غولدمان على موقع كينوبويسك (الروسية)